# 北岗街道
北岗街道，是中华人民共和国黑龙江省黑河市北安市下辖的一个乡镇级行政单位。

## 行政区划
北岗街道下辖以下地区：
园林社区、北新社区和电业社区。